# Natação nos Jogos Pan-Americanos de 2023 - 100 m borboleta feminino
A competição de 100 m borboleta feminino da natação nos Jogos Pan-Americanos de 2023 foi disputada em 22 de outubro no Centro Acuático Estadio Nacional, em Santiago, no Chile. No total, competiram 28 atletas de 21 Comitês Olímpicos Nacionais (CON).

## Calendário
Horário local (UTC-4).
| Data          | Horário | Fase          |
| ------------- | ------- | ------------- |
| 22 de outubro | 09:22   | Eliminatórias |
| 22 de outubro | 16:22   | Final B       |
| 22 de outubro | 16:27   | Final A       |

## Medalhistas
| Ouro   | CAN Maggie Mac Neil |
| Prata  | USA Kelly Pash      |
| Bronze | USA Olivia Bray     |

## Recordes
Antes desta competição, os recordes mundiais e dos Jogos Pan-Americanos da prova eram os seguintes:
| Tipo                             | Atleta            | Tempo | Local          | Data                |
| -------------------------------- | ----------------- | ----- | -------------- | ------------------- |
|                                  | CHN Haiyang Qin   | 55s48 | Rio de Janeiro | 7 de agosto de 2016 |
| Recorde dos Jogos Pan-Americanos | USA Kelsi Worrell | 57s24 | Toronto        | 16 de julho de 2015 |

O seguinte novo recorde foi estabelecido durante esta competição:
| Data                  | Prova   | Atleta          | Nacionalidade | Tempo | Recordes                         |
| --------------------- | ------- | --------------- | ------------- | ----- | -------------------------------- |
| 22 de outubro de 2023 | Final A | Maggie Mac Neil | Canadá        | 56.94 | Recorde dos Jogos Pan-Americanos |

## Resultados

### Eliminatórias
Qualificação: Os oito mais rápidos (QA) qualificam-se para a final A e os próximos oito mais rápidos (QB) qualificam-se para a final B.
As eliminatórias foram realizadas em 22 de outubro.
| Pos. | Bateria | Raia | Atleta                | Nacionalidade                       | Tempo   | Notas |
| ---- | ------- | ---- | --------------------- | ----------------------------------- | ------- | ----- |
| 1    | 3       | 4    | Kelly Pash            | USA Estados Unidos                  | 58.34   | QA    |
| 2    | 2       | 4    | Olivia Bray           | USA Estados Unidos                  | 58.84   | QA    |
| 3    | 3       | 6    | Valentina Becerra     | COL Colômbia                        | 59.70   | QA    |
| 4    | 4       | 4    | Maggie Mac Neil       | CAN Canadá                          | 59.73   | QA    |
| 5    | 2       | 6    | Anicka Delgado        | ECU Equador                         | 59.79   | QA    |
| 6    | 4       | 5    | Katerine Savard       | CAN Canadá                          | 59.87   | QA    |
| 7    | 4       | 2    | Clarissa Rodrigues    | BRA Brasil                          | 1:00.02 | QA    |
| 8    | 3       | 5    | Giovanna Tomanik      | BRA Brasil                          | 1:00.19 | QA    |
| 9    | 4       | 3    | Celine Bispo          | BRA Brasil                          | 1:00.47 | QB    |
| 10   | 3       | 3    | Miriam Guevara        | MEX México                          | 1:00.74 | QB    |
| 11   | 2       | 2    | Emma Harvey           | BER Bermudas                        | 1:01.40 | QB    |
| 12   | 2       | 5    | Athena Meneses        | MEX México                          | 1:01.81 | QB    |
| 13   | 3       | 7    | Lismar Lyon           | VEN Venezuela                       | 1:01.88 | QB    |
| 14   | 4       | 6    | Karen Durango         | COL Colômbia                        | 1:02.31 | QB    |
| 15   | 3       | 2    | Jade Foelske          | ECU Equador                         | 1:02.35 | QB    |
| 16   | 4       | 8    | Maria Schutzmeier     | NCA Nicarágua                       | 1:02.43 | QB    |
| 17   | 2       | 7    | Monstserrat Spielmann | CHI Chile                           | 1:02.53 |       |
| 18   | 3       | 1    | Lorena González       | CUB Cuba                            | 1:03.08 |       |
| 19   | 2       | 3    | Luana Alonso          | PAR Paraguai                        | 1:03.21 |       |
| 20   | 3       | 8    | María Muñoz           | PER Peru                            | 1:03.35 |       |
| 21   | 2       | 1    | Julimar Avila         | HON Honduras                        | 1:03.36 |       |
| =22  | 4       | 7    | Sabrina Lyn           | JAM Jamaica                         | 1:04.09 |       |
| =22  | 4       | 1    | Isabella Alas         | ESA El Salvador                     | 1:04.09 |       |
| 24   | 2       | 8    | Sierrah Broadbelt     | CAY Ilhas Cayman                    | 1:04.48 |       |
| 25   | 1       | 4    | Aleka Persaud         | GUY Guiana                          | 1:05.75 |       |
| 26   | 1       | 3    | María Morales         | EAI Equipe de Atletas Independentes | 1:07.93 |       |
| 27   | 1       | 5    | Kennice Greene        | VIN São Vicente e Granadinas        | 1:09.03 |       |
| 28   | 1       | 6    | Kaeylin Djoparto      | SUR Suriname                        | 1:13.47 |       |

### Final B
A final B foi realizada em 22 de outubro.
| Pos. | Raia | Atleta            | Nacionalidade | Tempo   | Notas |
| ---- | ---- | ----------------- | ------------- | ------- | ----- |
| 9    | 3    | Emma Harvey       | BER Bermudas  | 1:00.72 |       |
| 10   | 5    | Miriam Guevara    | MEX México    | 1:00.74 |       |
| 11   | 6    | Athena Meneses    | MEX México    | 1:00.84 |       |
| 12   | 4    | Celine Bispo      | BRA Brasil    | 1:00.88 |       |
| 13   | 7    | Karen Durango     | COL Colômbia  | 1:00.98 |       |
| 14   | 2    | Lismar Lyon       | VEN Venezuela | 1:01.86 |       |
| 15   | 1    | Jade Foelske      | ECU Equador   | 1:02.19 |       |
| 16   | 8    | Maria Schutzmeier | NCA Nicarágua | 1:02.33 |       |

### Final A
A final A foi realizada em 22 de outubro.
| Pos. | Raia | Atleta             | Nacionalidade      | Tempo   | Notas                            |
| ---- | ---- | ------------------ | ------------------ | ------- | -------------------------------- |
| 01 ! | 6    | Maggie Mac Neil    | CAN Canadá         | 56.94   | Recorde dos Jogos Pan-Americanos |
| 02 ! | 4    | Kelly Pash         | USA Estados Unidos | 57.85   |                                  |
| 03 ! | 5    | Olivia Bray        | USA Estados Unidos | 58.36   |                                  |
| 4    | 3    | Valentina Becerra  | COL Colômbia       | 59.21   |                                  |
| 5    | 7    | Katerine Savard    | CAN Canadá         | 59.40   |                                  |
| 6    | 8    | Giovanna Tomanik   | BRA Brasil         | 1:00.21 |                                  |
| 7    | 1    | Clarissa Rodrigues | BRA Brasil         | 1:00.50 |                                  |
| 8    | 2    | Anicka Delgado     | ECU Equador        | 1:00.52 |                                  |

Legenda
| Recorde mundial                  | Recorde mundial (World record)               |                       | Recorde africano                      | Recorde africano (African) |                                           | Q | Classificado por posição (Qualified) |
| Recorde dos Jogos Pan-Americanos | Recorde pan-americano (Pan-American record)  | Recorde da América    | Recorde da América (Americas)         | q                          | Classificado por melhor tempo (Qualified) |   |                                      |
| Melhor marca do ano              | Melhor marca do ano (World leading)          | Recorde asiático      | Recorde asiático (Asian)              | DNS                        | Não largou (Did not start)                |   |                                      |
| Recorde nacional                 | Recorde nacional (National record)           | Recorde europeu       | Recorde europeu (European)            | DNF                        | Não terminou (Did not finish)             |   |                                      |
| Recorde pessoal                  | Recorde pessoal do atleta (Personal best)    | Recorde da Oceania    | Recorde da Oceania (Oceania)          | DSQ / DQ                   | Desclassificado (Disqualified)            |   |                                      |
| Recorde da temporada             | Recorde da temporada do atleta (Season best) | Recorde sul-americano | Recorde sul-americano (South America) | NM                         | Sem marca (No mark)                       |   |                                      |